# The Collection (album av Dio)
The Collection är ett samlingsalbum av den amerikanska hårdrocksgruppen Dio, utgivet 2003.

## Låtlista
1. "Holy Diver" - 5:55
2. "Don't Talk to Strangers" - 4:55
3. "Rainbow in the Dark" - 4:16
4. "Stand Up and Shout" - 3:45 (live)
5. "Straight Through the Heart" - 4:34 (live)
6. "We Rock" - 4:36
7. "The Last in Line" - 5:12 (live)
8. "Mystery" - 3:35
9. "I Speed at Night" - 3:25
10. "Rock 'n' Roll Children" - 4:33
11. "Hungry for Heaven" - 4:12
12. "King of Rock and Roll" - 3:36
13. "Sacred Heart" - 6:28 (live)
14. "Dream Evil" - 4:30
15. "I Could Have Been a Dreamer" - 3:39
16. "Wild One" - 4:04
17. "Jesus, Mary & the Holy Ghost" - 4:09